# Ria Öling
Ria Öling (født. 15. september 1994) er en finsk fodboldspiller, der spiller midtbane for Växjö DFF i Damallsvenskan og Finlands kvindefodboldlandshold.